# Bombardamento di Yawata
Il bombardamento di Yawata, avvenuto nella notte tra il 15 e il 16 giugno 1944, fu la prima incursione aerea condotta sull'arcipelago giapponese da parte dei bombardieri strategici delle United States Army Air Forces durante la seconda guerra mondiale, nonché il primo attacco aereo su suolo nipponico dopo il noto "Doolittle raid" dell'aprile 1942. L'attacco fu eseguito da settantacinque bombardieri pesanti Boeing B-29 Superfortress partiti da alcune basi in Cina, ma solo quarantasette velivoli riuscirono a colpire l'obiettivo principale, le grandi acciaierie situate a Yawata (Kyūshū settentrionale). A dispetto di una difesa poco coordinata, furono inflitti solo danni del tutto trascurabili e al termine dell'incursione cinque B-29 andarono perduti, solo due dei quali a causa della contraerea e dei modesti interventi di un gruppo di caccia nipponici.
Anche se le incursioni non raggiunsero il risultato sperato, ebbero un imprevisto effetto positivo per le truppe alleate: l'attacco aumentò la consapevolezza della sconfitta del proprio paese nei civili giapponesi e la notizia ebbe un'ampia copertura mediatica negli Stati Uniti. Le informazioni raccolte dalle unità in missione resero edotti i capi militari statunitensi delle lacune nella rete di difesa antiaerea giapponese e l'incursione fu la prima delle numerose altre che in seguito colpirono l'Impero nipponico. Yawata fu attaccata una seconda volta il 20 agosto 1944 e, infine, distrutta l'8 agosto 1945 da un pesante bombardamento incendiario, condotto dai B-29 di stanza nelle isole Marianne.

## Situazione strategica
La prima incursione aerea dell'aviazione statunitense sul territorio metropolitano dell'Impero giapponese si era verificata il 18 aprile 1942, quando 16 bombardieri medi North American B-25 Mitchell, decollati dalla portaerei USS Hornet, attaccarono Tokyo e alcune altre città: furono provocati pochi danni, ma l'azione risollevò il morale statunitense e colpì profondamente i capi militari giapponesi. Costoro risposero sia aumentando il numero di caccia di stanza nell'arcipelago giapponese, sia dando autorizzazione all'ammiraglio Isoroku Yamamoto di procedere con i piani di espansione verso est, allo scopo di attirare in una battaglia decisiva le pericolose portaerei statunitensi; la grande spedizione terminò comunque con la disfatta alla battaglia delle Midway (4-6 giugno 1942). Tuttavia, nonostante la vittoria e l'esito positivo della prima incursione, le forze aeree dell'Esercito statunitense (USAAF) non erano in grado di portare a termine ulteriori attacchi sul suolo giapponese, dato che nessuno dei suoi velivoli aveva un'autonomia sufficiente per raggiungerlo partendo dalle basi risparmiate dalla fulminea occupazione nipponica del Pacifico occidentale. La situazione mutò radicalmente solo quando poterono essere schierati i primi reparti equipaggiati con il rivoluzionario bombardiere pesante Boeing B-29 Superfortress.
I B-29 Superfortress ebbero un inizio difficile. I lavori per la loro progettazione iniziarono nei primi mesi del 1940 e il prototipo fu collaudato il 21 settembre 1942. Il B-29, uno dei più grandi velivoli del conflitto, era stato progettato per avere un maggiore carico massimo di bombe, una maggiore autonomia di volo e una congrua dotazione difensiva atta a contrastare al meglio la caccia nemica; incorporava inoltre serie di nuove caratteristiche come la cabina pressurizzata e le torrette telecomandate. L'USAAF ordinò 1 664 esemplari prima ancora che il prototipo volasse, ma una serie di incidenti di percorso rallentarono l'adozione del velivolo di parecchi mesi. Un secondo prototipo si schiantò il 18 febbraio 1943 e i problemi di progettazione dovettero essere gradualmente risolti. Nel giugno 1943 fu quindi possibile costituire il 58° Bombardment Wing, primo stormo dotato di B-29, i quali però furono forniti solo in ottobre. La lenta consegna del materiale e diversi problemi tecnici costrinsero peraltro lo stormo a rallentare i tempi di addestramento dei piloti, tanto che il reparto poté essere schierato solamente nel marzo 1944. Ciò avvenne grazie anche agli sforzi energici del capo di stato maggiore dell'USAAF, generale Henry Arnold, che con la cosiddetta "battaglia del Kansas" fu capace di portare a regime la produzione di B-29.

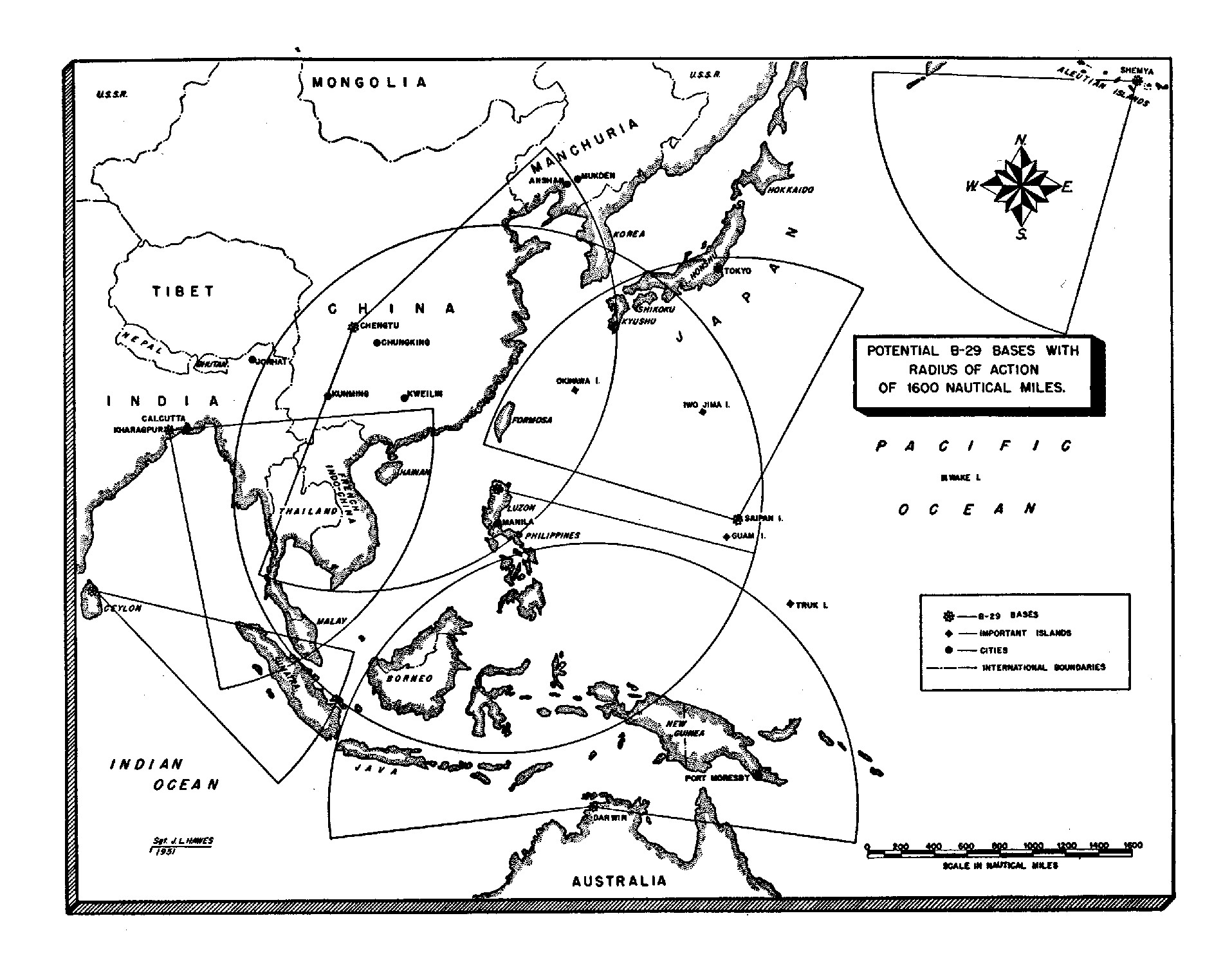
Mappa indicante le possibili basi aeree per i B-29 e il loro raggio di azione

Negli ultimi mesi del 1943 i capi di stato maggiore riuniti approvarono una proposta per iniziare bombardamenti strategici contro il territorio metropolitano giapponese e sull'Asia orientale, schierando i B-29 in India e stabilendo nuove basi aeree avanzate in alcune aree della Cina. Questa strategia, che fu denominata operazione Matterhorn, richiese la costruzione di due grandi piste aeree vicino a Chengdu, ancora sotto controllo dei nazionalisti di Chiang Kai-shek. Tali nuove basi sarebbero state rifornite da centinaia di aerei da trasporto e avrebbero consentito il rifornimento ai B-29 che, partiti dalle basi in Bengala, erano diretti verso il Giappone. La responsabilità di questa operazione fu assegnata al XX Bomber Command, il cui personale di terra nel dicembre 1943 cominciò a trasferirsi dagli Stati Uniti all'India via mare. Nell'aprile 1944, infine, fu creata la Twentieth Air Force per supervisionare tutte le operazioni dei B-29: con una mossa senza precedenti il generale Arnold prese personalmente i comandi di un bombardiere e condusse il resto dei velivoli dal Pentagono alle remote basi cinesi. Il 58th Bombardment Wing rappresentava la principale unità da combattimento del XX Bomber Command e il complesso trasferimento dal Kansas all'India durò da aprile fino alla metà di maggio. Anche se lo stormo non aveva completato l'addestramento, nel momento in cui raggiunse l'India il suo personale era il più esperto fra quelli che avevano adottato i nuovi bombardieri.

## Piani e forze contrapposti

### Stati Uniti
Dopo l'arrivo in India il XX Bomber Command, sotto il comando del brigadier generale Kenneth Wolfe, si impegnò in vari compiti per preparare le incursioni contro il Giappone. Prioritario divenne fin da subito il vitale stoccaggio di migliaia di tonnellate di carburante negli aeroporti in Cina; tuttavia fino agli ultimi mesi del 1944 gli aerei dell'Air Transport Command non recarono alcun fusto e quindi il compito fu preso in carico dai B-29 stessi. Questa soluzione si rivelò comunque insoddisfacente, dato che per ottenere il carburante e altri rifornimenti necessari ad andata e ritorno di un solo bombardiere dalla Cina al Giappone erano necessari dodici voli tra Cina e India. Pertanto l'immagazzinamento di riserve di carburante richiese assai più tempo del previsto. Inoltre i continui problemi tecnici con i Superfortress, riguardanti in particolare i potenti motori Wright R-3350, fecero sì che molti bombardieri del XX Bomber Command fossero inutilizzabili e richiedessero modifiche e riparazioni continue.

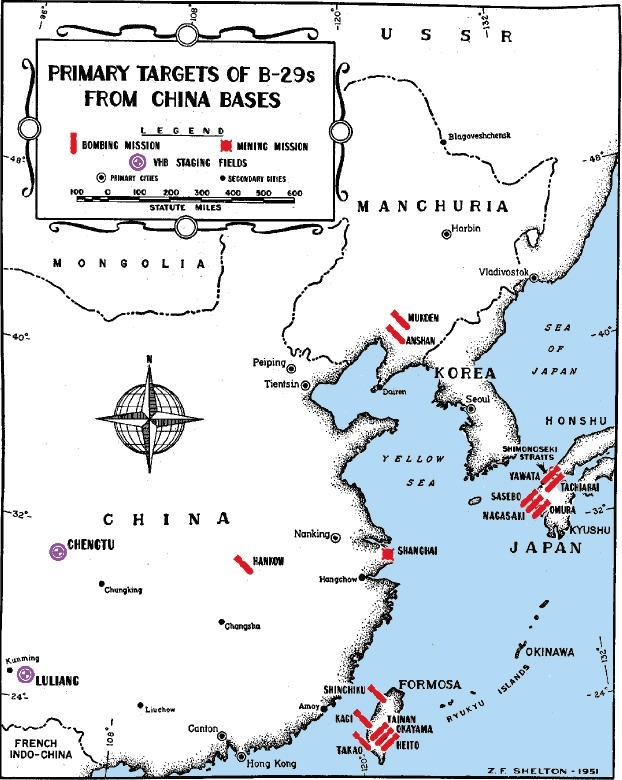
La posizione delle basi aeree dei B-29 in Cina e gli obiettivi principali attaccati nell'Asia orientale durante l'operazione Matterhorn

Il XX Bomber Command condusse la sua prima operazione militare il 5 giugno 1944. Quel giorno 98 B-29 partirono dalle basi in India per attaccare alcune officine ferroviarie a Bangkok, in Thailandia, come prova generale per operazioni più ambiziose contro il vasto Impero giapponese. Sebbene i danni inflitti fossero stati lievi e cinque B-29 fossero andati perduti a causa di incidenti di volo e problemi tecnici, l'operazione fu ritenuta un successo in quanto aveva fornito esperienza di combattimento utile agli equipaggi, nonché dati sulle prestazioni generali dei B-29 in azione.
Il 6 giugno il generale Wolfe ricevette un messaggio dal generale Arnold: vi si diceva che i capi di stato maggiore riuniti premevano per condurre il prima possibile un attacco contro il Giappone. L'obiettivo dell'operazione era alleviare la pressione nipponica sulle forze cinesi e supportare l'imminente invasione di Saipan, nelle Marianne meridionali. Nel messaggio il generale chiedeva anche quanti B-29 sarebbero stati pronti fra il 15 e il 20 giugno. Fu ipotizzato il 23 giugno come giorno adatto per lanciare una massiccia incursione, visto che per allora si sarebbero avuti rifornimenti sufficienti per sostenere una sortita di 100 B-29. Wolfe replicò che sarebbe stato possibile inviare cinquanta bombardieri se l'operazione fosse stata condotta il 15 giugno e cinquantacinque se fosse stata condotta il 20. Arnold, però, ritenne che gli aerei fossero troppo pochi e dispose che un attacco, condotto da almeno settanta velivoli, doveva essere portato il 15 giugno. Seguendo tale ordine, il XX Bomber Command e i gruppi di aerei da trasporto intrapresero un intenso sforzo per trasportare il carburante in Cina; al contempo ordini urgenti ridussero le attività dei caccia statunitensi di stanza in Cina, incrementando l'afflusso di benzina ai reparti bombardieri. Infine il personale di terra revisionò il maggior numero possibile di B-29 per migliorarne l'affidabilità.
L'obiettivo designato per la prima incursione in territorio giapponese furono le acciaierie imperiali di Yawata, città industriale a 2 600 chilometri da Chengdu. Questo complesso siderurgico era il più importante di tutta l'industria siderurgica giapponese, dacché contribuiva al 24% della produzione totale di acciaio laminato del paese. Il complesso era servito da tre grandi cokerie e la più estesa fu scelta come obiettivo; il vicino porto di Laoyao fu selezionato come bersaglio secondario. La decisione di bombardare Yawata rispondeva alle disposizioni adottate dalla Twentieth Air Force il 1º aprile 1944, le quali riconoscevano l'importanza della distruzione dell'industria siderurgica giapponese. Fu deciso di condurre il raid di notte e che ogni bombardiere sganciasse il suo carico singolarmente, dato che gli aerei mancavano nell'autonomia necessaria per condurre un volo in formazione (più dispendioso in termini di carburante) tra le basi in Cina e Yawata.

### Impero giapponese
Nonostante un'elaborata operazione di depistaggio, che includeva anche la diffusione di false informazioni circa l'impiego esclusivo dei B-29 in Europa (nel teatro asiatico avrebbero svolto solo il compito di trasporti armati), i servizi di intelligence delle forze armate giapponesi scoprirono la creazione delle basi aeree in India e in Cina. Gli agenti distaccati nel paese, inoltre, riferirono tutti i movimenti dei B-29, dando vasto preavviso prima che le incursioni colpissero le isole giapponesi; ulteriori conferme dei preparativi statunitensi arrivarono dai rapporti del 64º Stormo (Sentai) delle forze aeree dell'Esercito imperiale, operante in Birmania. I servizi informativi nipponici dedussero che, una volta completata la preparazione logistica, i bombardieri avrebbero attaccato le fabbriche nel nord dell'isola di Kyūshū e che il primo raid sarebbe stato condotto di notte. Il 26 aprile i caccia giapponesi incontrarono un B-29 per la prima volta nella storia della guerra: il comandante giapponese Hideo Miyabe, in un'operazione congiunta con il 204° Sentai, intercettò con due caccia Nakajima Ki-43 "Oscar" un solitario B-29 in volo vicino al confine sino-indiano e, dopo un'ora e mezzo di combattimento, il bombardiere ripiegò con pochi danni a bordo.

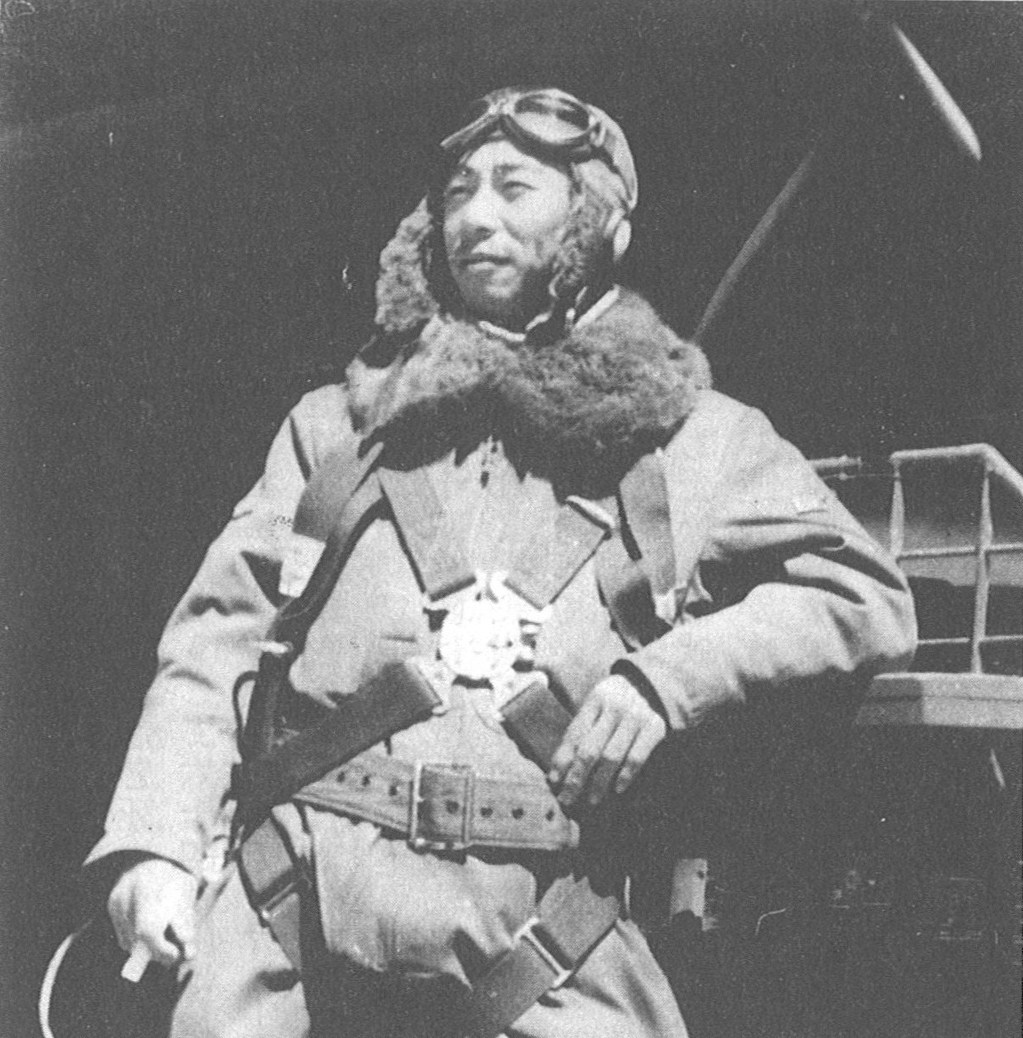
Il capitano Isamu Kashiide, asso del 4° Sentai a difesa di Yawata

Il trasferimento di caccia alle isole metropolitane giapponesi dalla Cina e dal Pacifico ebbe avvio nei primi mesi del 1944, in previsione delle incursioni dei B-29. Nel giugno 1944 Yawata era collocata nel territorio sotto la responsabilità del Distretto occidentale di difesa. Quello stesso mese, per gestire tutti i caccia del distretto era stata costituita la 19ª Brigata aerea, articolata sul 4º e 59º Sentai. Il primo reparto, stazionato sull'aeroporto di Ozuki, disponeva di 35 caccia pesanti bimotore Kawasaki Ki-45 "Toryū" (sebbene dieci non fossero operativi) e aveva assegnati i migliori piloti dello stormo. Il 59° Sentai era un'unità decisamente inesperta ed era stato sistemato sull'aeroporto di Ashiya; era equipaggiato con 25 caccia Kawasaki Ki-61 "Hien", anche se solo sette o otto erano operativi. La città e la costa settentrionale di Kyūshū, infine, erano difese da batterie antiaeree e palloni di sbarramento, coadiuvate da stazioni radar e da una rete di postazioni di vedetta che fornivano ampio preavviso di eventuali attacchi nemici.
La missione principale della 19ª Brigata era quella di difendere gli impianti industriali nel nord di Kyūshū e, in particolare, le acciaierie di Yawata. Il piano difensivo del Distretto occidentale prevedeva che i caccia fossero concentrati su Yawata e che rimanessero nelle sue immediate vicinanze; un simile rigido schieramento destò critiche e perplessità tra gli ufficiali della 19ª Brigata, ma fu ritenuto necessario in quanto erano disponibili pochi aerei e gli unici proiettori da ricerca (atti a facilitare le operazioni notturne) erano stati concentrati nella regione settentrionale di Kyūshū, reputata dall'Esercito imperiale la più importante dell'intero distretto. Prima dell'incursione la 19ª Brigata prese parte a pianificazioni congiunte con le unità antiaeree e implementò un programma di addestramento che includeva realistiche esercitazioni di volo notturno e decollo immediato su allarme. La situazione era comunque difficile perché dei 40 piloti solo 15 erano addestrati al combattimento notturno con 500 ore di addestramento; pertanto questo speciale programma utilizzò anche un B-17 catturato a Bandung nei primi mesi del 1942 per impratichire gli aviatori nell'intercettazione di unità nemiche con assalti frontali o dall'alto. Si usarono pure striscioni, trainati da altri aerei, per esercitarsi nelle formazioni di attacco.

## Svolgimento dell'incursione
Il 58° Bombardment Wing inviò i propri B-29 dall'India alle basi avanzate in Cina il 13 giugno. Due giorni dopo 83 Superfortress avevano raggiunto le quattro piste intorno a Chengdu, anche se dodici dovettero tornare indietro e un aereo precipitò causando la morte dell'intero equipaggio. Ciascun aereo era partito dall'India trasportando 2 tonnellate di bombe, ordigni da 220 chilogrammi ciascuno, da impiegare durante il raid. Un gran numero di ufficiali di stato maggiore, inclusi otto generali, raggiunsero Chengdu per assistere all'operazione, anche se non fu permesso loro di partecipare all'incursione. Al contrario gli equipaggi dei bombardieri furono accompagnati da otto giornalisti e tre fotografi: infatti, all'epoca, l'USAAF aveva poche foto recenti delle aree industriali giapponesi e l'intera operazione si basava sui dettagli desunti da vecchie foto di Yawata, risalenti ai tardi anni venti o ai primi anni trenta.
I B-29 partirono alle 16:16 ora locale del 15 giugno, sotto la guida dal comandante del 58° Bombardment Wing brigadier generale Laverne G. Saunders. Già al decollo si verificarono problemi: un velivolo si schiantò subito, senza provocare vittime, e altri quattro furono costretti a tornare indietro per problemi tecnici. I rimanenti settantuno bombardieri puntarono sull'isola di Okino, alla cui corrispondenza dirottarono per Yawata. Ciascuno dei quattro gruppi del 58° Wing inviò due aerei in avanguardia per segnalare il bersaglio, mentre tutti gli altri procedevano in lunghe teorie (bomber stream): queste tattiche erano state mutuate dal Bomber Command britannico, che le aveva impiegate con successo sulla Germania nazista e l'Europa occupata. Gli incursori furono individuati dai vari reparti nipponici quando ancora stavano attraversando lo spazio aereo cinese; i rapporti furono urgentemente trasmessi alla 19ª Brigata aerea, che stimò l'arrivo dei bombardieri a mezzanotte ora locale sulla regione settentrionale di Kyūshū. Successivamente una stazione radar e un posto di osservazione stabiliti sulla piccola isola coreana di Jejudo individuarono il flusso di B-29 dalle 23:31 alle 00:30 ora locale. Alle 00:24 fu lanciato l'allarme antiaereo e ai 25 velivoli del 4º Sentai giunse l'ordine di scramble; alle 00:27 i caccia del 4º Sentai partirono per pattugliare i cieli sopra il nord di Kyūshū. Il 59º Sentai non ebbe alcuna disposizione dacché i suoi piloti non avevano preso parte ad alcuna operazione notturna con i commilitoni: inoltre quasi tutti gli apparecchi del reggimento erano tenuti a terra da noie meccaniche e si temeva che i B-29 avrebbero scoperto e attaccato la base di Ashiya, se qualche aereo fosse decollato da lì.
I B-29 iniziarono a bombardare Yawata alle 00:38 ora locale e l'attacco durò almeno due ore ma solo 15 aerei riuscirono a bombardare a vista: la città era coperta da nuvole, fumo e foschia e l'oscuramento era stato rigidamente rispettato. Altri 32 bombardieri sganciarono il proprio carico usando il radar, mentre due B-29 attaccarono il porto di Laoyao e altri cinque colpirono dei bersagli di opportunità. Sull'area di Yawata cadde un totale di 107 tonnellate di esplosivo. Sin dalla caduta dei primi ordigni gli aerei trasmisero gli aggiornamenti della missione a cadenza regolare al quartier generale della Twentieth Air Force a Washington, dal quale veniva ritrasmesso al generale Arnold che in quel momento si trovava a Londra. Gli equipaggi statunitensi dovettero fronteggiare un fuoco di sbarramento antiaereo pesante ma sostanzialmente impreciso, i fari intorno alla città furono del pari inefficaci e il contrattacco aereo fu molto debole: i caccia giapponesi effettuarono solo dodici passaggi e i mitraglieri dei B-29 non spararono ad alcun bersaglio. Il 4º Sentai fu capace di abbattere un unico bombardiere chiamato Limber Dugan grazie al sergente Sadamitsu Kimura, il quale sorprese un B-29 illuminato da un proiettore e lo colpì ripetutamente da sotto. Gli altri aerei faticarono a ottenere addirittura contatto e vi furono pochissime intercettazioni.
Il viaggio di ritorno fu in gran parte tranquillo e problemi si verificarono solo all'atterraggio: un bombardiere fu mitragliato e distrutto a Neihsiang, dove si era fermato per un motore difettoso, e altri due precipitarono provocando la morte di entrambi gli equipaggi e di un corrispondente del giornale Newsweek. Le perdite totali dell'operazione, dunque, ammontarono a sette B-29 più sei danneggiati; 57 avieri e un giornalista furono uccisi in azione. Molti dei B-29 reduci dall'attacco rimasero bloccati in Cina per diversi giorni a causa della scarsità di carburante e ritornarono in India solo dopo che il generale Wolfe ne ebbe in prestito, dalle riserve del 321º Fighter Wing, 57 000 litri. Durante questo periodo i bombardieri rimasero alla mercé di eventuali attacchi nipponici, ma non si verificò alcun raid di rappresaglia.

## Conseguenze
L'incursione non provocò molti danni, come dimostrato da una fotografia scattata il 18 giugno da un aereo della Fourteenth Air Force dell'Esercito statunitense. Solo una bomba era caduta nel perimetro del complesso industriale, oltretutto sventrando una centrale elettrica e non le fabbriche, distanti circa un chilometro; distruzioni contenute furono inflitte anche agli impianti dell'arsenale di Kokura, nonché a una manciata di altri edifici industriali e civili nell'area. Nonostante le politiche dell'USAAF tese a diffondere informazioni corrette e puntuali sui raid dei B-29, la notizia del bombardamento di Yawata fu esagerata dai media americani. Comunque le perdite quasi insignificanti e la raccolta di informazioni elettroniche (effettuata dai B-29 stessi) portarono allo scoperto l'inefficacia dei radar e delle difese aeree giapponesi: pertanto, il 21 giugno, l'USAAF inviò un singolo B-29 a sorvolare gran parte dei territori nipponici e coreani. La sortita fu un successo e integrò notevolmente le informazioni in possesso degli Stati Uniti.
Anche i comandi nipponici presero atto delle deficienze della propria difesa. Inizialmente la 19ª Brigata aerea aveva dichiarato l'abbattimento di otto B-29 e di averne danneggiati altri quattro, ma fu presto determinato che in realtà solo due bombardieri erano stati distrutti: una proporzione di perdite giudicata assolutamente insufficiente per affrontare con successo ulteriori attacchi sul suolo giapponese. Divenne pure evidente la scarsità di basi aeree adeguate e di velivoli adatti alle operazioni notturne; per esempio, i Kawasaki Ki-45 non erano adeguati a compiti di intercettazione poiché più lenti dei B-29, dotati di armamento leggero e nella gran parte dei casi mancavano di radar. Il sistema di allerta si era rivelato funzionante ma gli apparati che avevano rilevato i velivoli americani non erano riusciti a determinarne l'altitudine, perciò fu deciso di espandere la copertura radar. Infine la prova offerta dal 131º Reggimento antiaereo fu giudicata talmente scadente che il suo comandante fu immediatamente sollevato e trasferito in Manciuria. Le notizie del raid su Yawata si diffusero presto in Giappone e, unitamente all'imponente sbarco statunitense su Saipan avvenuto la mattina del 16 giugno, mostrarono alla popolazione civile il reale andamento della guerra, distorto dalla pervicace propaganda governativa. Questi due attacchi, sebbene distanti migliaia di chilometri tra loro, erano stati sincronizzati sulla scorta di una strategia più ampia che mirava a porre l'intero Giappone nel raggio d'azione dei B-29, i quali nelle Marianne avrebbero trovato eccellenti basi. In un comunicato stampa del giorno seguente il capo di stato maggiore dell'esercito statunitense, generale George Marshall, sottolineò che l'attacco dei B-29 aveva introdotto "un nuovo tipo di offensiva" contro il Giappone. Del pari significativa fu la reazione ufficiale di Tokyo all'incursione: il governo esortò tutte le famiglie abitanti nelle quattro maggiori città del paese a evacuare i propri figli nelle aree rurali.
Yawata fu bombardata una seconda volta il 20 agosto 1944, nuovamente con danni tutto sommato contenuti. Nel frattempo il XX Bomber Command aveva continuato la difficile campagna aerea dagli aeroporti indo-cinesi e, tra il giugno 1944 e il marzo 1945, totalizzò 49 incursioni, nove delle quali sull'arcipelago giapponese. Comunque l'operazione Matterhorn, a dispetto dell'enorme sforzo logistico che la sostenne, non raggiunse i risultati sperati; al contrario, nonostante ostacoli iniziali, le operazioni del XXI Bomber Command (stanziato nelle Marianne meridionali occupate in estate) e avviate il 28 ottobre 1944, furono decisamente più efficaci. Per questo motivo il XX Bomber Command fu progressivamente privato di macchine, personale, rifornimenti per irrobustire il XXI Command, processo terminato nei primi mesi del 1945. Yawata subì una terza incursione l'8 agosto 1945, sullo scorcio della seconda guerra mondiale: 221 B-29, scortati da tre gruppi di caccia P-47N Thunderbolt (incluso il 318º Stormo da poco operante da Iejima, al largo di Okinawa), rilasciarono un mortale carico di bombe incendiarie. Si scatenò una grave tempesta di fuoco che distrusse il 21% dell'area urbana di Yawata.